# Perryville (Arkansas)
Perryville è una località degli Stati Uniti d'America, capoluogo della contea di Perry, nello Stato dell'Arkansas.